# Ferdynand Majerski
Ferdynand G. Majerski (ur. 23 listopada 1832 w Dobroniowie, zm. 7 maja 1921 w Przemyślu) – polski rzeźbiarz.

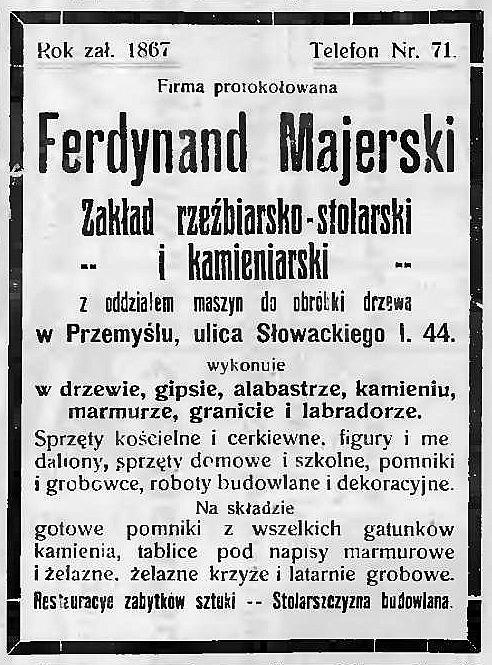
Ogłoszenie pracowni Ferdynanda Majerskiego z 1914

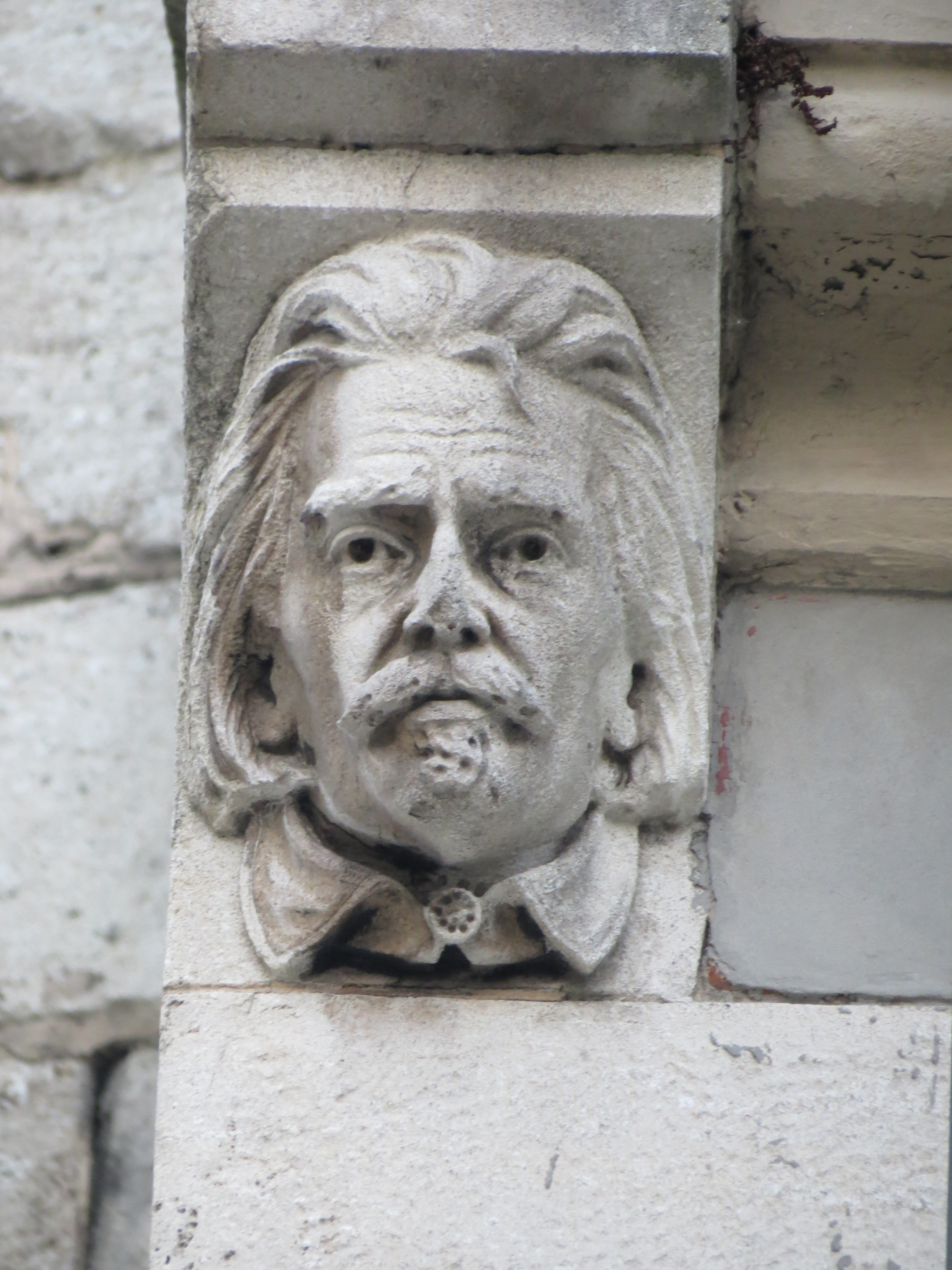
Rzeźba przedstawiająca Ferdynanda Majerskiego w gzymsie katedry św. Jana Chrzciciela w Przemyślu

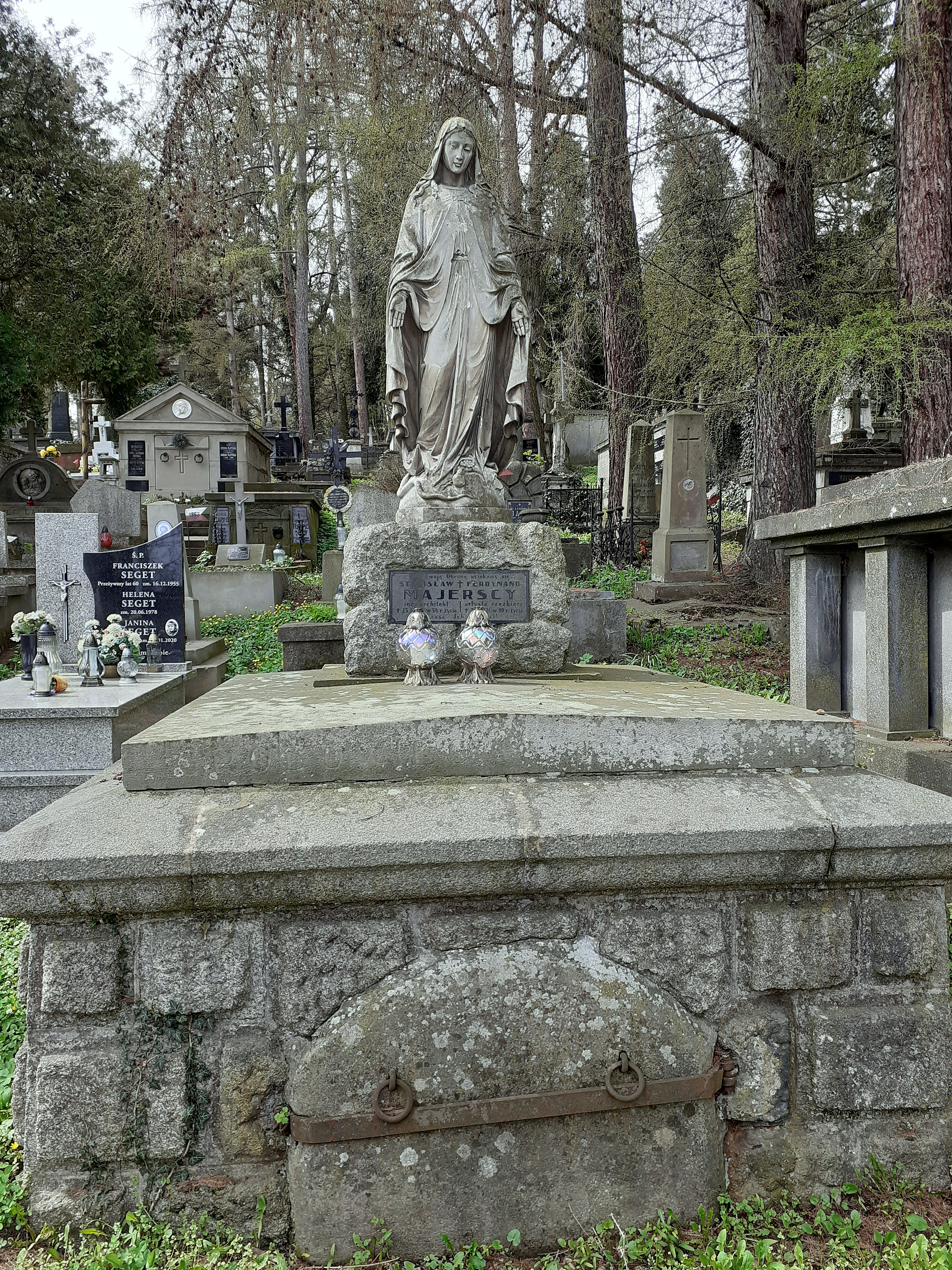
Grobowiec Majerskich

## Życiorys
Urodził się w Dobroniowie w pobliżu Limanowej. Ukończył szkołę w Tarnowie, po czym pobierał nauki snycerstwa. Odbył studia w zakresie malarstwa, rzeźby i rysunku na Akademii Sztuk Pięknych w Krakowie. Następnie mieszkał i pracował w Galicji, m.in. we Lwowie, a od 1867 w Przemyślu. Prowadził zakład stolarski i kamieniarski. W Przemyślu w 1867 założył Pracownię artystyczno-rzeźbiarską i kamieniarską, w której było zatrudnionych ok. 50 osób, co czyniło ją jedną z największych w regionie. Zakład tworzył głównie elementy świątyń i nagrobki. Pracownia mieściła się przy ulicy J. Słowackiego 44.
Przed zamieszkaniem w Przemyślu wykonywał rzeźby w kościołach i restauracje wyposażenia świątyń: ołtarz w Złotnikach na Podolu, odnowienie ołtarzy w katedrze ormiańskiej we Lwowie, prace snycerskie i pozłotnicze w kościele w Kosienicach. Współpracował przy tym z hr. Mieczysławem Potockim, organizator urzędu konserwatorskiego w Galicji Wschodniej.
Brał udział w renowacji bazyliki archikatedralnej Wniebowzięcia Najświętszej Maryi Panny i św. Jana Chrzciciela w Przemyślu, trwającej od lat 80. XIX wieku do 1907. Ferdynand Majerski odpowiadał wówczas za rzeźby. Dla upamiętnienia jego głowa została wykuta w kamieniu gzymsu na zewnętrznej fasadzie świątyni. Wykonywał także prace innych przemyskich świątyniach: w kościele Trójcy Przenajświętszej (ołtarze 1893-1906), w kościele Matki Bożej Szkaplerznej, ołtarz główny w kaplicy św. Józefa w Krakowie-Łagiewnikach, dwa ołtarze w kościele św. Anny w Kołaczycach, tabernakulum w kościele Świętego Bartłomieja Apostoła w Dębowcu (parafii pod tym wezwaniem), trzy ołtarze w bazylice Matki Bożej Płaczącej z La Salette w Dębowcu w 1912, był autorem wykonania głównego ołtarza, ambony i chóru w kościele Franciszkanów w Sanoku w 1887.
Nagrobki jego autorstwa zostały umieszczone głównie na obecnym cmentarzu komunalnym przy ulicy Juliusza Słowackiego w Przemyślu, a poza tym na cmentarzu parafialnym w Racławicach, cmentarzu parafialnym w Rudniku nad Sanem, cmentarzu Centralnym w Sanoku (nagrobki Hiacenty Truskolaskiej, Leopolda Biegi, ks. Bronisława Stasickiego).
Ferdynand Majerski był również prezesem Rady nadzorczej kasy zaliczkowej rzemieślników. Zmarł 7 maja 1921 i został pochowany na cmentarzu Głównym w Przemyślu (kwatera 16). Po jego śmierci pracownię prowadził syn Ferdynanda, Stanisław, który był architektem. Zakład działał do 1930.